# Slunjčica
 Ovo je glavno značenje pojma Slunjčica. Za gradsko naselje Slunja pogledajte Slunjčica (Slunj).
Slunjčica (izvorno Slušnica)[nedostaje izvor] je rijeka koja izvire u nekadašnjem istoimenom zaseoku Slušnica, po čemu je nekada i nosila ime, a iseljavanjem i nestankom tog zaseoka Slušnica, te izgradnje vojnog poligona JNA, rijeka mjenja ime u Slunjčica

## Opis
Izvor je u obliku malog jezerca koje se nalazi 5 km južno od Slunja na 240 m nadmorske visine. Tipično je krška rijeka, a predstavlja završetak podzemnog toka rijeke Jesenice. Od brojnih sedrenih barijera najljepše su u naselju Rastoke na ušću Slunjčice u rijeku Koranu. Bogata je potočnom pastrvom i lipljanom.